# Padillothorus elegans
Genre
Espèce
Synonymes
- Padillothorax elegans Reimoser, 1927
- Stagetillus elegans (Reimoser, 1927)

Padillothorus elegans, unique représentant du genre Padillothorus, est une espèce d'araignées aranéomorphes de la famille des Salticidae.

## Distribution
Cette espèce est endémique de Sumatra en Indonésie.

## Description
La carapace de la femelle holotype mesure 2,75 mm de long sur 1,37 mm et l'abdomen 3,81 mm de long sur 0,88 mm.

## Publications originales
- Reimoser, 1927 : Spinnen von Sumatras Ostküste. Miscellanea Zoologica Sumatrana, vol. 13, p. 1-6.
- Prószyński, 2018 : Review of genera Evarcha and Nigorella, with comments on Emertonius, Padilothorax, Stagetillus, and description of five new genera and two new species (Araneae: Salticidae). Ecologica Montenegrina, no 16, p. 130-179 (texte intégral).